# مولوسیان

نقشه یونان باستان، مولوسی‌ها در غرب نقشه در جنوب سرزمین اپیروس مشخص شده‌اند.

مولوسیان یا مولوسی‌ها (به یونانی: Μολοσσοί و رومی شده: Molossoi ) گروهی از قبایل یونان باستان بودند که در دوران باستان در منطقه اپیروس زندگی می‌کردند. آنها به همراه چائونی‌ها در مرز شمالی و پادشاهی تسپروتی‌ها گروه‌های اصلی قبیله ای یونانی واقع در شمال غربی را در نزدیکی ایلیریا تشکیل می‌دادند.
آنها ایالت خود را در حدود ۳۷۰ قبل از میلاد برپا کرده و بخشی از اتحادیه اپیروس شدند. مشهورترین فرمانروای مولوس، پیرهوس اپیروس بود که یکی از بزرگ‌ترین ژنرال‌های نام‌آور در دوران باستان به‌شمار می‌رفت. مولسیان در جنگ سوم مقدونی (۱۷۱–۱۶۸ قبل از میلاد) در مقابل روم قرار گرفتند و شکست خوردند. پس از جنگ، منطقه درگیر ویرانی های گسترده شده بود، در عین حال نیز تعداد قابل توجهی از مولوسیان و سایر متحدان اپیروسی به بردگی گرفته شدند و به جمهوری روم، عمدتاً در خود ایتالیا، منتقل شدند.

## مولوسیان در نوشته‌های باستانی
بنابر نوشته‌های استرابون و پلوتارک، مولوس‌ها همراه با چائونی‌ها و تسپروتی‌ها، مشهورترین قبیله‌ها در میان چهارده قبیله اپیروس بودند که زمانی بر کل منطقه حکومت می‌کردند. ابتدا چائونی‌ها بر اپیروس حکومت می‌کردند و پس از آن تسپروتی‌ها و مولوس‌ها این منطقه را تحت کنترل گرفتند. تسپروتی‌ها، چائونی‌ها و مولوس‌ها سه قبیله اصلی از قبایل یونانی بودند که در اپیروس سر برآورده بودند و در میان تمام قبایل دیگر قدرتمندترین بودند.
مولوسیان همچنین به دلیل سگ‌های شکاری بدجنس خود (ماستیف مولوسی) که توسط چوپانان برای محافظت از گله‌های خود استفاده می‌شد، شهرت داشتند. ویرژیل می‌نویسد که در یونان باستان، یونانیان و رومی‌ها اغلب از سگ‌های مولوسی سنگین‌تر برای شکار (canis venaticus) و مراقبت از خانه و دام (canis pastoralis) استفاده می‌کردند. همچنین می‌نویسد: «هرگز، با نگهبانی آن‌ها، نباید از دزد نیمه‌شب، یا هجوم گرگ‌ها یا راهزنان ایبریایی در املاکتان بترسید». استرابون گزارش می‌دهد که تسپروتی‌ها، مولسیان و مقدونی‌ها به پیرمردها پِلیوی(πελιοί) و به پیرزن‌ها پِلیای(πελιαί) (<PIE *pel-، "خاکستری") می‌گفتند. همچنین کلمه پلیا (πέλεια peleia)، را برای "کبوتر"، به دلیل رنگ خاکستری تاریک آن استفاده می‌کردند. پس در یونان باستان پلوس πελός به معنای "خاکستری" بود. به همین دلیل سناتورهای آنها پلیگون (Πελιγόνες)، شبیه به کلمه پلیگان مقدونی (Πελιγᾶνες) نامیده می‌شدند.